# جان غوس
جان غوس (بالفرنسية: Jean Goss)‏ هو ناشط سلام فرنسي، ولد في 20 نوفمبر 1912 في Caluire-et-Cuire ‏ في فرنسا، وتوفي في 3 أبريل 1991 في باريس في فرنسا.

## فترة الشباب والتحول
كان والد جان مغني أوبرا باريتون لكنه فقد صوته خلال الحرب العالمية الأولى، فاضطر جان إلى العمل منذ سن الثانية عشرة في باريس، قبل استئجاره من قبل شركة سكة حديد فرنسية في عام 1937. انضم إلى نقابة العمال في سن الخامسة عشرة.
استُدعي في عام 1939 للمشاركة في الحرب العالمية الثانية. خاض تجربةً فظيعة من محبة الله له وللبشرية جمعاء، في ليلة من يونيو عام 1940 سبقت استسلامه للجيش الألماني في مدينة ليل. وكانت بداية التزامه الجديد مدى الحياة. كان محكومًا عليه بالإعدام باعتباره سجين حرب في المعسكرات الألمانية حتى عام 1945، إلا أن ضابطًا ألمانيًا أنقذه بعد أن تأثر بشهادته.

## التزامه باللاعنف طيلة حياته
كان يبحث في نهاية الحرب عن رجال دين في الكنيسة الرومانية الكاثوليكية لديهم قناعة بالاحترام المطلق للحياة الإنسانية. في عام 1950، أجبر المكتبَ المقدس في روما على مقابلة الكاردينال ألفريدو أوتافياني. في عام 1948، التقى حركةَ التصالح الدولية في فرنسا وأرسل إلى وزارة الدفاع الفرنسية أوراقه العسكرية وميداليات الحرب تعبيرًا عن دعمه معارضي الخدمة العسكرية. كان يعيش في آركوي، إحدى ضواحي مدينة باريس، وكان ناشطًا في الحركات الاجتماعية للإيواء، وأيضًا في نقابات عمال السكك الحديدية، وأحد قادة إضرابات عام 1953.
شارك في العديد من لقاءات السلام في شرق أوروبا (بودابست 1953، وارسو 1956، موسكو 1957، براغ 1958).
في عام 1958، تزوج بهيلدغارد غوس ماير، وأنجبا طفلين، إيتين وميريام. كان في حياته مع هيلدغارد في ظل الظروف الحاضرة ملتزمًا بالترويج للّاعنف المسيحي النشط. كانا في روما خلال انعقاد مجلس المجمع الفاتيكاني الثاني لاستمالة معارضي الخدمة العسكرية من قبل الكنيسة الرومانية الكاثوليكية. عاشا بعض الوقت في أمريكا الجنوبية في ستينيات القرن العشرين وسبعينياته، في البرازيل (1964-1965) والمكسيك (1970-1971). شاركا في تنظيم مؤتمرين قاريين حول اللاعنف (مونتفيدو 1966، ميدلين 1974)، التي أُنشئت في أعقابهما هيئة تآزر السلام والعدالة. كان أول منسق لها أدولفو بريز إيسكيبل، الذي حصل على جائزة نوبل للسلام في عام 1980. عملا في ذلك الوقت مع الدون هيلدر كامارا، والمونسنيور ليونيداس برانيو، والدون أنطونيو فراغوسو، وفريدي كونز.
قدما أيضًا الكثير من التوجيهات عن اللاعنف في العديد من البلدان التي وقعت ضحية الحرب أو النزاعات العسكرية: أيرلندا (منذ 1963)، البلقان (منذ 1972)، أفريقيا الجنوبية (منذ 1973)، لبنان (1974-1975 و1980)، سان سلفادور (1979). ونشطا في ثمانينات القرن العشرين في آسيا: الفلبين (منذ 1984)، تايلاند، بنغلاديش، هونغ كونغ. كانت الثورة السلمية في الفلبين عام 1986 واحدة من أعظم أسباب الفرح لجان غوس لأنه أعد لها ووجّهها.
ذهب في سنواته الأخيرة إلى وسط أفريقيا. كان في زائير عام 1990، وبينما كان يخطط للذهاب إلى مدغشقر في أبريل عام 1991، توفي في اليوم التالي في باريس.
كان لعدة سنوات مع زوجته هيلدغارد غوس ماير عضوًا في حركة التصالح الدولية ونائبًا لرئيسها لبعض الوقت.

## الجوائز
- 1976 - جائزة السلام شيريناتس (باكس كريستي إسبانيا)
- 1979 - جائزة برونو كرايسكي لحقوق الإنسان في النمسا
- 1986 - جائزة باكس كريستي البابا بولس السادس للسلام في الولايات المتحدة الأمريكية
- 1990 - جائزة العدالة والسلام للقيم الإنسانية في إسبانيا

## المنشورات
جان غوس، وهيلدغارد غوس ماير، والمير: ثورة أخرى: عنف اللاعنف، باريس، طبعة دار سيرف، 1969، 185 صفحة.
جان غوس، وهيلدغارد غوس ماير، وجان لاسير: ثورة لكل الرجال، تولوز: مركز المعلومات للانفتاح على العالم الثالث، 1969، 55 صفحة.
جان غوس وهيلديغارد غوس ماير: الإنجيل والكفاح من أجل السلام: ندوة تدريبية حول اللاعنف الإنجيلي وأساليب الالتزام به، باريس، ليه بيرجي إي ليه ماج، 1989، 98 صفحة.
جان غوس، شاهد على اللاعنف، باريس، مير، 1993.